# Heinrich Wilhelm Haltermann

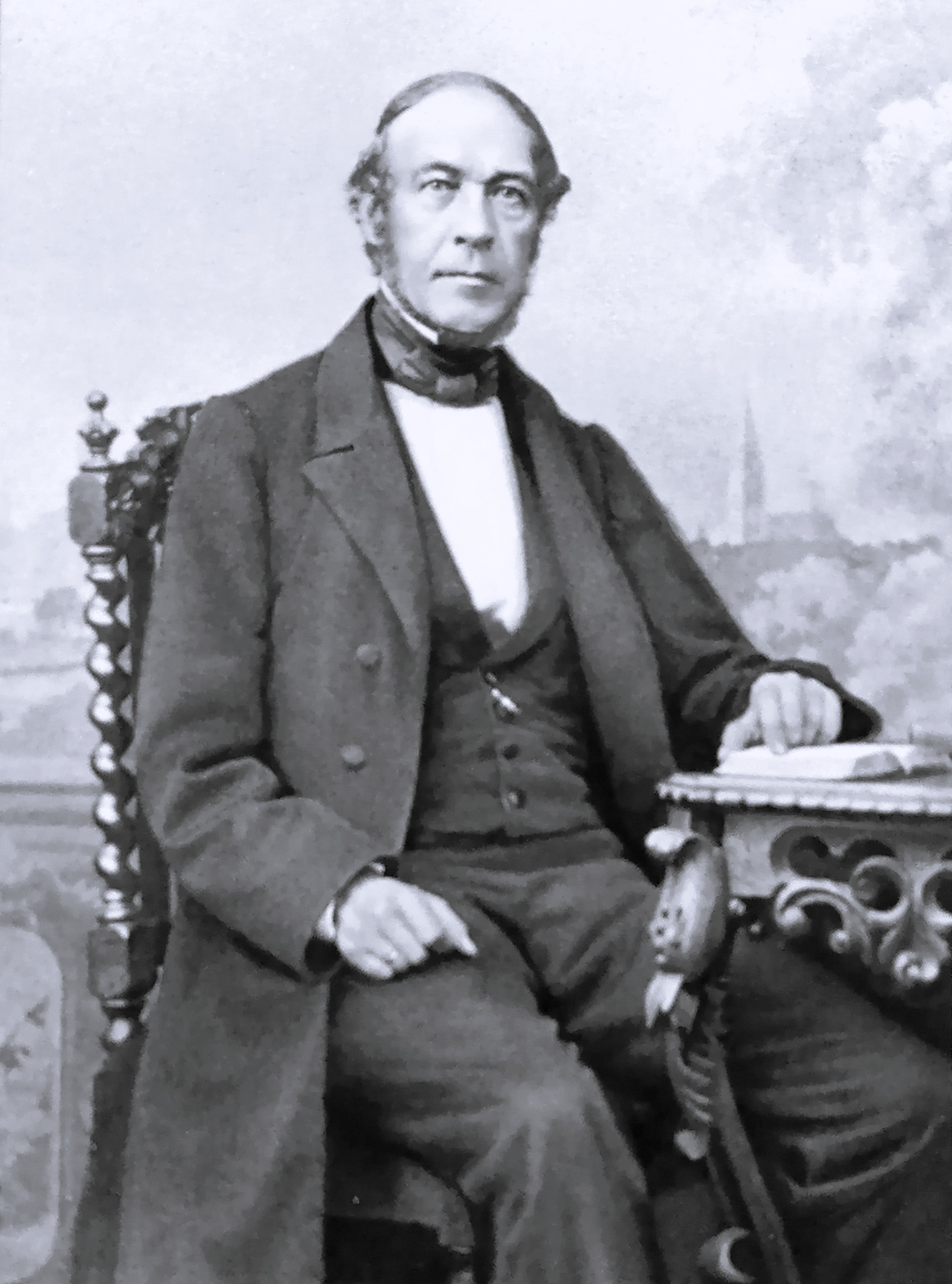
Senator Heinrich Wilhelm Haltermann

Mengstraße 34 (rechts neben der Groß-Drogenhandlung P. F. Lange & Knuth) um 1900

Heinrich Wilhelm Haltermann (* 18. September 1803 in Lübeck; † 20. Mai 1871 ebenda) war Kaufmann und Senator der Hansestadt Lübeck.

## Leben
Heinrich Wilhelm Haltermann war der Sohn des von der Insel Fehmarn stammenden Lübecker Kaufmanns Johann Christian Haltermann. Er wurde 1833 Bürger der Stadt. Als Kaufmann zunächst ab 1833 Teilhaber der Firma Dillmann & Maas gründete er 1839 mit dem Schweden Marcellus Brattström die Firma Haltermann & Brattström mit Sitz in der Mengstraße 34, welches ihm auch als Wohnhaus diente. Die Firma wurde nach dem Tod der beiden Gründer von Carl Alfred Brattström allein übernommen. Haltermann war Mitglied der Schonenfahrer in Lübeck und deren Ältermann. Er wurde 1848 als erster Lübecker Senator nach der Verfassungsreform von drei Wahlkammern und nicht mehr vom Rat allein gewählt. Haltermann war Vorsitzender der Vorbereitungskommission zur Einführungen der neuen Verfassung. Im Senat gehörte er u. a. dem Finanzdepartement, der Schulddeputation, dem Oberschulkollegium und der Kommission für Handel und Schiffahrt an.
Haltermann war Mitglied des Ausschusses der Lübeck-Büchener Eisenbahngesellschaft. Nach seinem Tod übernahm Thomas Johann Heinrich Mann dessen Ausschusssitz.